# شهرستان بث (ویرجینیا)
شهرستان بث، ویرجینیا (به انگلیسی: Bath County, Virginia) یک سکونتگاه مسکونی در ایالات متحده آمریکا است که در ویرجینیا واقع شده‌است.

## خصوصیات
شهرستان بث ۱٬۳۸۵٫۶۵ کیلومترمربع مساحت دارد.